# Börje Jansson
Börje Jansson (Orebro, 10 de noviembre de 1942) es un expiloto de motociclismo sueco que compitió en el Campeonato del Mundo de Motociclismo desde 1969 hasta 1971 y 1972 cuando acabó tercero en la clasificación general de la cilindrada de 125 cc además de conseguir cuatro victorias en Grandes Premios, tres de ellas en la categorías del octavo de litro y la cuarta en 250 cc. De hecho, consiguió una victoria en el Gran Premio de Alemania del Este de 1972 en 125 cc, consiguiendo la primera victoria de la historia de la escudería Maico. También es el único piloto que ganó un Gran Premio de 250 cc con una Derbi.

## Resultados en el Campeonato del Mundo
Sistema de puntuación desde 1969 hasta 1987:
| Posición | 1.º | 2.º | 3.º | 4.º | 5.º | 6.º | 7.º | 8.º | 9.º | 10.º |
| Puntos   | 15  | 12  | 10  | 8   | 6   | 5   | 4   | 3   | 2   | 1    |

### Carreras por año
(Carreras en Negrita indica pole position, Carreras en cursiva indica vuelta rápida)
| Año  | Cat.  | Equipo  | 1       | 2       | 3       | 4       | 5       | 6     | 7      | 8       | 9       | 10    | 11      | 12      | 13    | Pts. | Pos. |
| ---- | ----- | ------- | ------- | ------- | ------- | ------- | ------- | ----- | ------ | ------- | ------- | ----- | ------- | ------- | ----- | ---- | ---- |
| 1969 | 125cc | Maico   | ESP -   | GER 9   | FRA Ret | IOM -   | NED -   | BEL - | DDR 9  | CZE -   | FIN Ret |       | NAT -   | YUG -   |       | 4    | 40.º |
| 1969 | 250cc | Yamaha  | ESP 3   | GER -   | FRA 10  | IOM -   | NED 8   | BEL - | DDR 6  | CZE -   | FIN 3   | ULS - | NAT 4   | YUG 4   |       | 45   | 5.º  |
| 1970 | 125cc | Maico   | GER Ret | FRA 2   | YUG 4   | IOM 2   | NED 6   | BEL 3 | DDR 3  | CZE 5   | FIN Ret |       | NAT -   | ESP 3   |       | 62   | 3.º  |
| 1970 | 250cc | Yamaha  | GER Ret | FRA Ret | YUG 5   | IOM 8   | NED 7   | BEL 3 | DDR 9  | CZE Ret | FIN 4   | ULS - | NAT -   | ESP 10  |       | 34   | 5.º  |
| 1971 | 125cc | Maico   | AUT Ret | GER Ret | IOM 2   | NED 3   | BEL Ret | DDR 3 | CZE 2  | SWE 2   | FIN Ret |       | NAT 4   | ESP Ret |       | 64   | 3.º  |
| 1971 | 250cc | Yamaha  | AUT -   | GER Ret | IOM 9   | NED -   | BEL -   | DDR - | CZE -  | SWE 8   | FIN 8   | ULS - | NAT 10  | ESP -   |       | 9    | 21.º |
| 1972 | 50cc  | Jamathi | GER 3   |         |         | NAT -   |         | YUG - | NED -  | BEL -   | DDR -   |       | SWE -   |         | ESP - | 10   | 12.º |
| 1972 | 125cc | Maico   | GER 3   | FRA 3   | AUT 4   | NAT 4   | IOM -   | YUG - | NED 2  | BEL 4   | DDR 1   | CZE 1 | SWE 4   | FIN Ret | ESP 5 | 78   | 4.º  |
| 1972 | 250cc | Derbi   | GER -   | FRA 10  | AUT 1   | NAT Ret | IOM -   | YUG - | NED 13 |         |         |       |         |         |       | 36   | 8.º  |
| 1972 | 250cc | Maico   |         |         |         |         |         |       |        | BEL 6   |         |       |         |         | ESP 8 | 36   | 8.º  |
| 1972 | 250cc | Yamaha  |         |         |         |         |         |       |        |         | DDR -   | CZE 6 | SWE 10  | FIN 5   |       | 36   | 8.º  |
| 1973 | 125cc | Maico   | FRA 2   | AUT 2   | GER 6   | NAT Ret | IOM -   | YUG 1 | NED 12 | BEL 19  | CZE -   | SWE 1 | FIN 3   | ESP 3   |       | 64   | 4.º  |
| 1973 | 250cc | Yamaha  | FRA 12  | AUT 8   | GER 5   |         | IOM -   | YUG - | NED -  | BEL -   | CZE -   | SWE 8 | FIN Ret | ESP 11  |       | 12   | 18.º |